# Har været med et Brev i Postkassen
Har været med et Brev i Postkassen er en dansk stumfilm fra 1919, der er instrueret af Lau Lauritzen Sr. efter manuskript af Rigmor Holger-Madsen.

## Handling
Denne artikel mangler et handlingsreferat. Hjælp os med at skrive det.